# Geokaun
Geokaun är en kulle i republiken Irland.   Den ligger i grevskapet Ciarraí och provinsen Munster, i den sydvästra delen av landet, 300 km sydväst om huvudstaden Dublin. Toppen på Geokaun är 269 meter över havet. Geokaun är den högsta punkten på ön Valentia Island. Närmaste större samhälle är Cahersiveen, 9 km öster om Geokaun. 
Kullens norra sida mot havet utgörs av en 180 meter hög klippa, Fogher Cliff (iriska: an Fhoithir).